# 第64回国会
第64回国会（だい64かいこっかい）は、1970年11月25日に召集された臨時国会。公害問題に関する法令の抜本的な整備を行ったことから、公害国会（こうがいこっかい）の通称で知られる。

## 概要
1960年代は、日本の高度経済成長に伴って、公害問題が悪化していった。また、法律も経済活動を優先させるような面を持っていたため、効果があまりなかった。
そこで、1970年7月に内閣総理大臣を本部長とする公害対策本部が設けられた。また、関係閣僚からなる公害対策閣僚会議を設置し、公害対策の基本的な問題についての検討を行った。この体制下で、公害関係法令の抜本的な整備を目的として、「公害国会」が開かれた。ここで、公害関係14法案が提出され、可決・成立した。
この公害国会の後、環境政策の進展のために、環境庁（現：環境省）が設置されることとなった。
この国会は日本国憲法第53条に基づき一方の議院の総議員の4分の1以上の要求による臨時会であるが、1970年6月1日に要求されたのに対して176日後の11月24日に召集したのは、日本国憲法史上最も遅い記録となっている。

## 主な内容
1. 公害の防止に対する国の基本的な姿勢の明確化
2. 公害の範囲の明文化
3. 規制の強化
4. 自然環境保護の強化
5. 事業者責任の明確化
6. 地方公共団体の権限の強化

## 可決成立した法案

### 新規
- 公害犯罪処罰法
- 公害防止事業費事業者負担法
- 海洋汚染防止法
- 水質汚濁防止法
- 農用地土壌汚染防止法
- 廃棄物処理法

### 改正
- 下水道法
- 公害対策基本法
- 自然公園法
- 騒音規制法
- 大気汚染防止法
- 道路交通法
- 毒物及び劇物取締法
- 農薬取締法